# Wang Wei

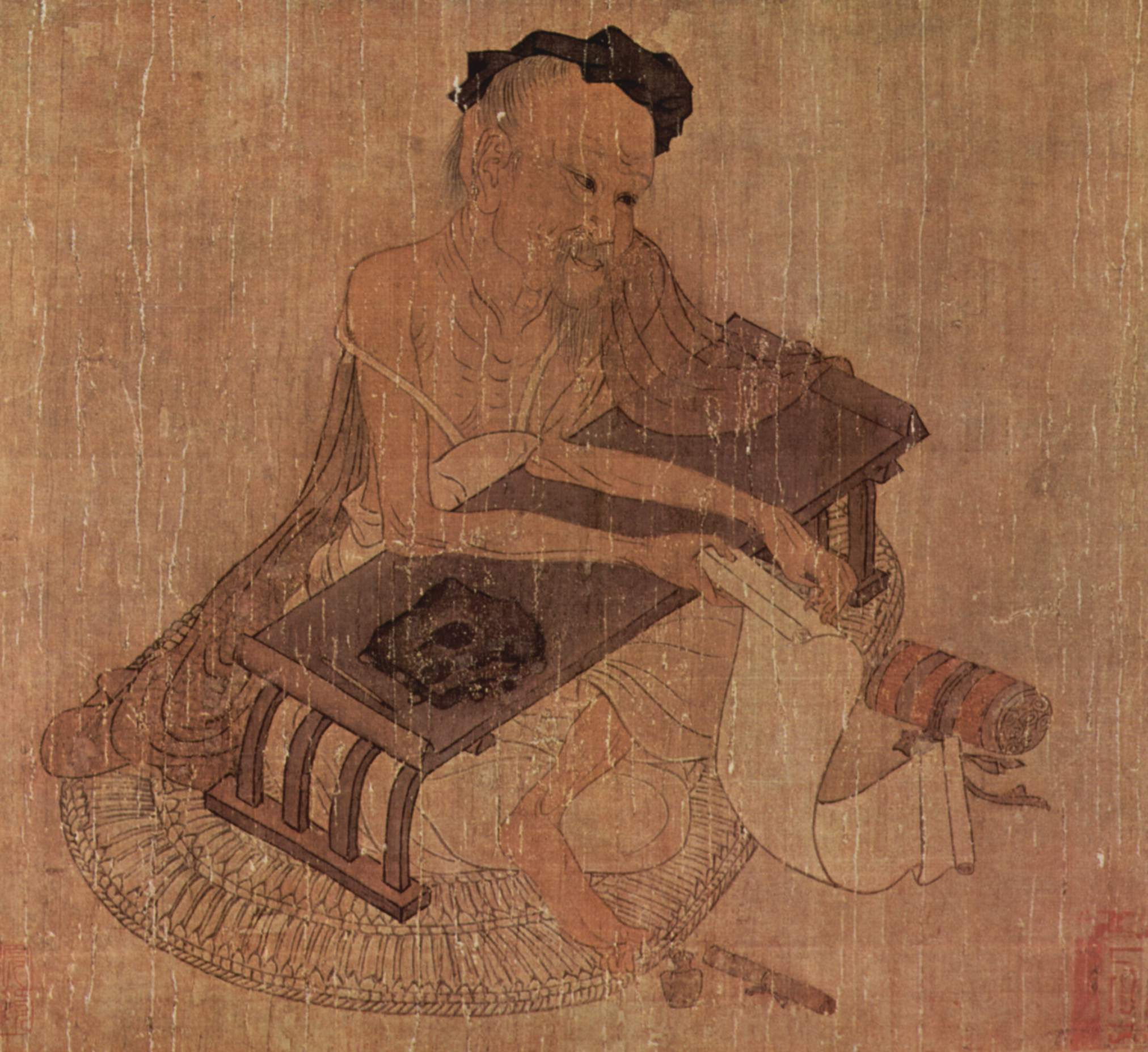
Wang Wei (701 - 761)

Wang Wei (王維) (simplificado: 王维) (Pinyin: Wáng Wéi) (Taiyuan, Shanxi, 701-761) foi um pintor, calígrafo e poeta, e estadista chinês da Dinastia Tang. Também foi conhecido como o "Poeta de Buda".

## Biografia
Aprovado nos exames imperiais no ano de 721, chegou a ocupar no ano de 758 o cargo de "Chanceler da China" (丞相) (Cheng Xiang) ou (宰相) (Zai Xiang), o mais alto posto no governo imperial da China antiga após o Imperador. 
Durante a Rebelião de An Lushuan contra a dinastia Tang, evitou servir de forma ativa aos insurretos durante a ocupação da capital fingindo ser surdo. 
Por dez anos estudou com o Mestre Tch'an Daoguang.
Após a morte de sua esposa no ano de 730, não voltou a se casar e  estabeleceu um monastério em suas terras. 

### Suas pinturas
Apesar de nenhuma de suas pinturas originais ter sobrevivido até a atualidade, a reputação artística de suas pinturas de paisagens é elevada.
Seu trabalho é conhecido apenas a partir de cópias e de artistas que influenciou e criaram pinturas com características similares às suas.
Influenciou especialmente os artistas que viriam a formar a Escola do Sul  da arte da paisagem  Chinesa, caracterizada por pinceladas fortes em contraste com aguadas de tinta diluída.
É considerado o provável criador da pintura monocromática a tinta. A sua obra de paisagista esteve na origem da pintura letrada chinesa.

### As poesias de Wang Wei
Segundo a apreciação de Nienhauser , ele reafirma através de sua obra a beleza do mundo, simultaneamente questionando a sua realidade.
Ele também tece uma comparação entre a aparente simplicidade de seus trabalhos e o caminho Tc'han para a iluminação espiritual, construída através de uma preparação cuidadosa, mas adquirida sem esforço consciente.
As criações mais famosas de Wang Wei, como o poema "Deer Park" ("Parque dos cervos"), integram um conjunto intitulado "coleção do Rio Wang". Registram a jornada de um poeta, presumivelmente do próprio Wang Wei e seu amigo próximo Pei Di. 
Tem um caráter mais universal que uma simples viagem, tendo inspirado poetas ao longo de diversas gerações, como registra o ensaio de Weinberger e Paz .
Há inclusive adaptações bem recentes, como a de Barry Gifford "Replies to Wang Wei" (ISBN 0-88739-441-8) e a de Gary Blankenship "A River Transformed" (ISBN 1-4116-6227-X).
Um dos poemas de Wang Wei, Weicheng Qu ("Canção para a Cidade de Wei") recebeu uma adaptação para a famosa melodia musical chinesa Yangguan Sandie ("Três Refrões sobre a Passagem Yang"). A mais conhecida versão desta melodia é tocada em guqin, instrumento tradicional chinês provavelmente utilizado por Wang Wei.

### Um exemplo de sua poesia
《竹里館》 "Cabana nos Bambus"
"Sentado sozinho, em meio aos bambus;
Toco minha cítara, e as notas reverberam.
No segredo da mata, ninguém pode ouvir;
Apenas a clara Lua, vem brilhar sobre mim."